# 马拉维湖
马拉维湖（Lake Malawi），亦称尼亚萨湖，非洲南部大湖，位于东非大裂谷的最南端。
马拉维、坦桑尼亚和莫桑比克三國環繞該湖。马拉维和坦桑尼亚对该湖的划分有争议，马拉维认为整个湖面均是其领土，而坦桑尼亚坚持要以1914年之前英国和德国划定的坦噶尼喀和尼亚萨兰之间的边界划分该湖。

## 地理

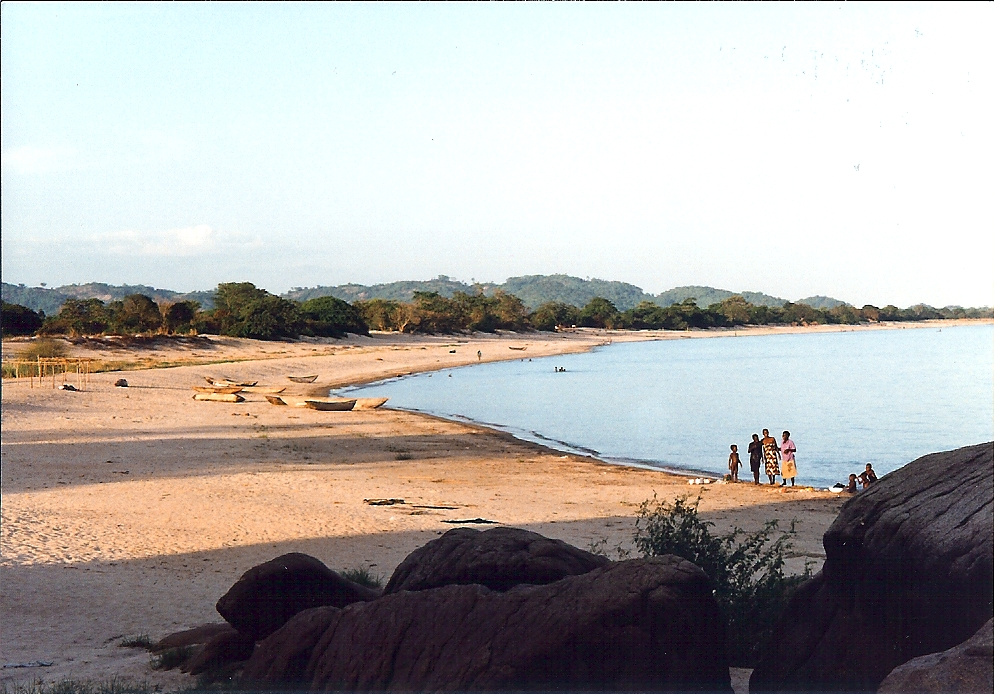
馬拉威湖的沙灘

馬拉威湖長560（350英里）–580（360英里），最寬處約75（47英里）。水域面積29,600平方（11,400平方英里）。东與莫桑比克，西部及南部與馬拉威，北部及东北部與坦桑尼亞接壤。最大流入河為魯胡胡河，流出河為希雷河，該河是贊比西河的大支流。
湖泊所在處為東非大裂谷開口，據估計其年齡約40,000歲，也有可能達到一百到兩百萬歲。

## 命名
馬拉威將該湖稱作“馬拉威湖”，但是其他接壤國家，例如莫桑比克和坦桑尼亞則稱其為“尼亞薩湖”（Nyasa (ziwa)）。大衛·利文斯通曾將其昵稱為“星之湖”（The Lake of Stars），原因是其上的漁船燈火好似天上繁星。該湖也稱“風暴湖”，因為湖上經常突發狂風。

## 歷史
1846年，葡萄牙商人科斯塔·卡多蘇（Candido José da Costa Cardoso）成為第一個到訪該湖的歐洲人。大衛·利文斯通抵達於1859年，並將之命名為尼亞薩湖（Lake Nyasa）。湖周邊的很多地區不久之後就被大英帝國作為了其尼亞薩蘭殖民地的一部份。不過葡萄牙人佔據了該湖的東岸，利科馬島則被英國的中非傳教會作爲了其傳教站，因此與其附近的奇祖穆卢岛成爲了飛地。
1914年8月16日，英國炮艇SS Gwendolen號船長羅德斯（Rhoades）聽到一戰爆發的消息，并得到軍方指令摧毀該湖上唯一的德國炮艇赫爾曼·馮·魏斯曼號。他們發現這艘德國炮艇出現在德屬東非的柳利附近，最終在1,800（2,000碼）的距離上用一發加農炮將之報廢。這場小衝突被《泰晤士報》稱為英國海軍在一戰中的第一場勝利。

## 生物

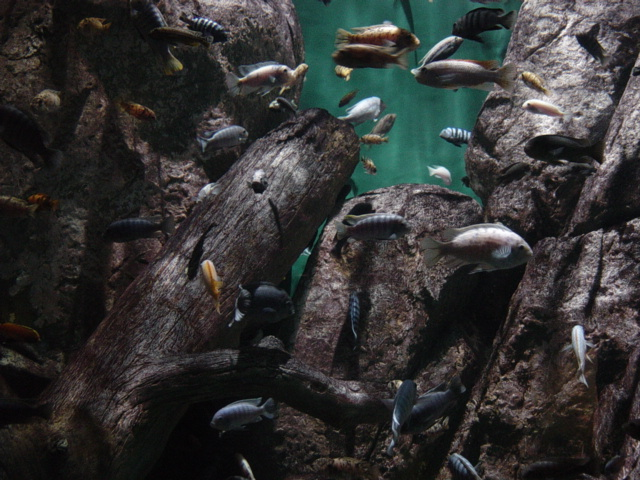
水族館中來自馬拉威湖的魚類（芝加哥林肯公園動物園）

馬拉威湖有豐富的魚類資源，是湖區居民重要的食物來源地。不過因為水污染和過渡捕撈的緣故，產量在不斷下降。

### 麗魚

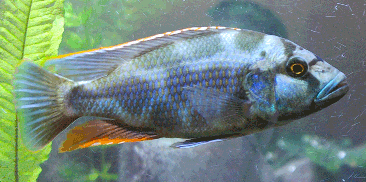
馬拉威湖生活著許多種麗魚科魚類（Nimbochromis livingstonii）

馬拉威湖是許多種生物，尤其是麗魚科魚類的輻射進化地。湖中最具特色的就是有數百種當地物種共存。因為生態形式多元，常被集體引進到水族館中，重塑馬拉威湖的群落生境是一件很熱門的事情。馬拉威湖中的麗魚科魚類約有1000種之多。

### 蝸牛和血吸蟲
該湖中生活著許多種蝸牛，其中一部份是血吸蟲的寄主。1964年在猴子灣（Monkey Bay）發現的泡螺屬的兩種蝸牛，其中一種是血吸蟲的寄主，有這種蝸牛生活的地方都有發現血吸蟲幼體。
爲了防止被魚類捕食，一些蝸牛進行了行為改善，例如不在沙地裡打洞而是藏在有毒植物上。不過1960年代早期湖中食螺魚類眾多，血吸蟲還不是很氾濫，當地人依舊可以安全地在湖中洗浴。而現在這一問題由於魚類數量減少已開始變得嚴峻了。

## 爭議

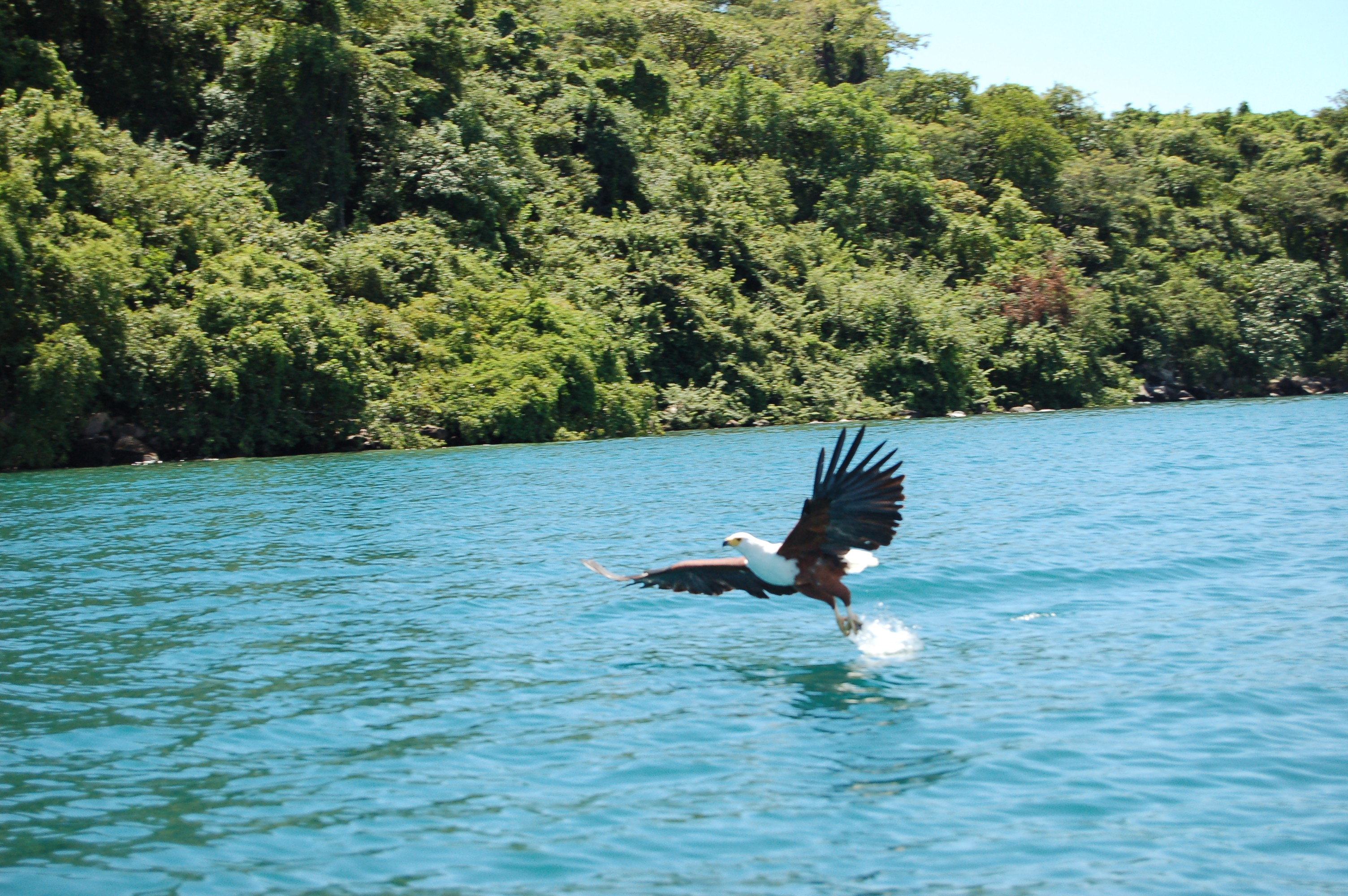
馬拉威湖上捕魚的吼海鵰

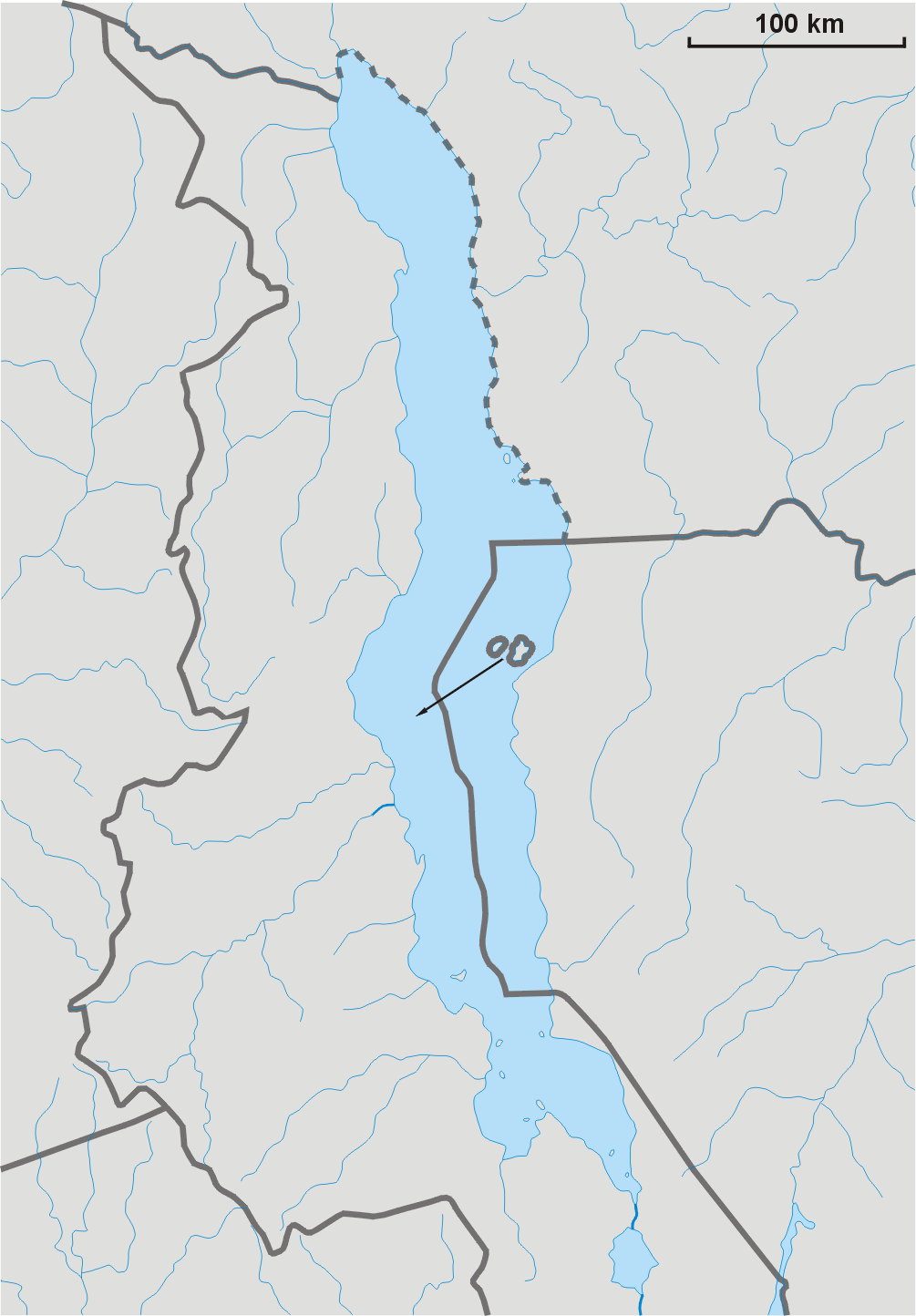
有爭議的邊界以虛線標出

1960年代，總統海斯廷斯·卡穆祖·班達使马拉维成爲了第一個與白人統治的南非建立了外交關繫的非洲國家。因此遭致幾乎其他所有非洲國家的反對，於是也加劇了馬拉威和鄰國之間的領土糾紛。
坦桑尼亞認為其邊境應以湖中分。馬拉威則宣稱對整個湖面，包括坦桑尼亞沿岸擁有主權。兩者都引用了1890年大英帝國與德國之間簽訂的赫里戈蘭協約（Heligoland Treaty）作為證據，之後大英帝國奪取了德國殖民地坦噶尼喀，使得該湖所有水域歸屬於殖民地尼亞薩蘭。在隨後的殖民時代其司法轄區又被劃分為兩個。1954年英國和葡萄牙決定以湖中線為分界，其中靠近坦桑尼亞的奇祖穆卢島和利科馬島屬於英國。
1967年坦桑尼亞官方聲明反對馬拉威的劃分方法，但沒有做出實際舉動。1990年代之後兩國不時因此摩擦出一些火花，2012年，由於馬拉威的探油行動，這一爭端再次浮現於世人眼前，坦桑尼亞認為在爭議解決之前馬拉威應停止其行動。

## 交通

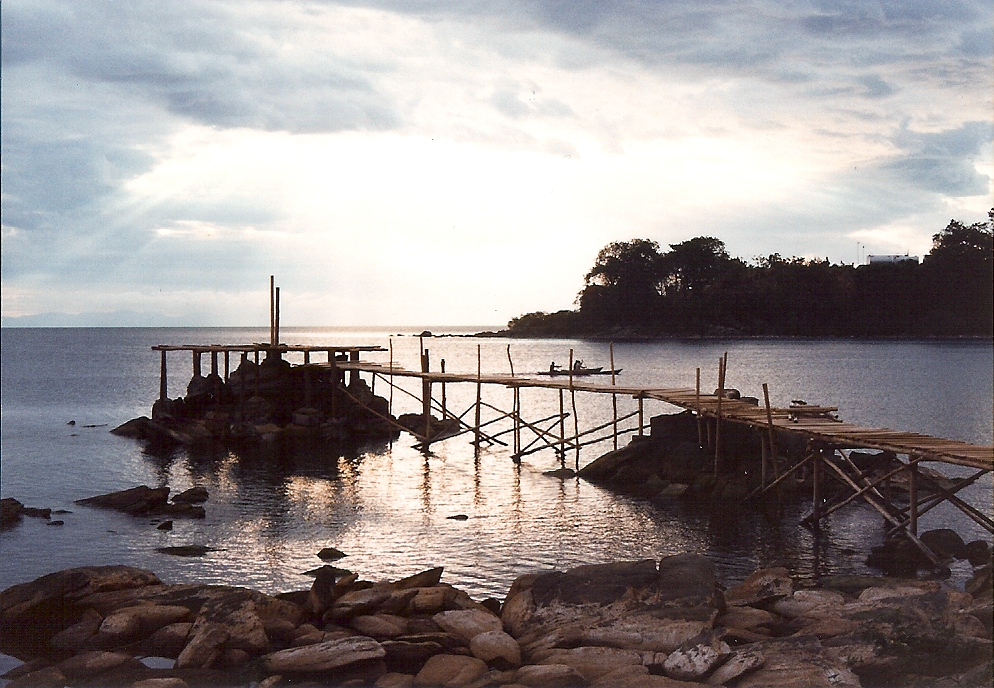
恩卡塔灣的一個碼頭

馬拉威湖兩岸及島嶼間的大型交通工具包括蒸汽船、摩托艇和飛機。
摩托艇MV Chauncy Maples從1901年開始在該湖上運營，1935年MV Mpasa加入。
1951年，遊輪MV Ilala加入，不過后来渐渐淡出人們的視野。1980年遊輪MV Mtendere加入。1982年，年運輸十萬名客人。
坦桑尼亞遊輪MV Songea在1988年建成，並由坦桑尼亞鐵路公司海運分部運營至1997年，隨後該部門獨立成為海事服務有限公司。Songea號每週在恩卡塔灣和姆巴巴灣之間航行。

## 娛樂
馬拉威湖的沙灘及島嶼是馬拉威的主要旅遊景點，逢年過節很多馬拉威人和國際遊客都會到這裡度假。因此湖區周圍有許多高檔度假村。娛樂項目包括潛水、駕船、划水、露營等等。

## 外部連結
- Index of Lake Malawi Cichlids